# Hainford
Hainford – wieś w Anglii, w hrabstwie Norfolk, w dystrykcie Broadland. Leży 11 km na północ od Norwich i 167 km na północny wschód od Londynu.
Miejscowość liczy 951 mieszkańców.